# Tetraonyx maestra
Tetraonyx maestra là một loài bọ cánh cứng trong họ Meloidae. Loài này được Selander & Bouseman miêu tả khoa học năm 1960.